# Liste der Herrscher Karthagos
Dies ist eine Liste der Herrscher der Frühzeit von Karthago und des von dort ausgehenden Karthagischen Reiches.
Ob es in der Verfassungswirklichkeit Karthagos Könige gegeben hat, ist in der Forschung gelegentlich bestritten worden. Das Amt des Sufetats lässt sich bis in die Zeit des Hannibal (410 v. Chr.), evtl. sogar noch weiter, zurückverfolgen. Schwierigkeiten ergeben sich auch durch die Namensgleichheiten und die Tatsache, dass Familiennamen eigentlich nicht üblich waren und die Forschung durchgängige Bezeichnungen für Dynastien erst noch finden muss.

## Die Strukturen üblicher phoinikischer Gründungen
Die phoinikischen Kolonien unterschieden sich von den griechischen Kolonien (Apoikiai) hauptsächlich dadurch, dass sie, zumindest nach der Gründung, politisch untergeordnet waren; mit anderen Worten: der „König der Entsenderstadt“ war auch der Herrscher der Kolonie. Es ist kein einziger König einer phoinikischen Kolonie bekannt, im strengen Sinne der Bedeutung: Blutsrecht für den Nachfolger, mit monarchischer Autorität ausgestattet, u. v. m. Es sind aber „skn“ (Statthalter) bekannt, wie im Falle eines zypriotischen Statthalters: „'htb, Statthalter von Qrthdst (Zypern), Sklave des Hiram, des Königs der Sidonier“ Ob es Ausnahmen von diesem Beispiel gegeben hat, kann die Forschung nicht beurteilen. Die Abhängigkeit zeigt sich auch darin, dass die Kolonien zu Zahlungen an die Entsenderstadt verpflichtet waren und es steht außer Frage, dass ägyptische, assyrische, neubabylonische und persische Könige, die in Phoinikien zumindest an Einfluss gewonnen haben, Ansprüche auch auf die Kolonien geltend machten. Über die frühzeitlichen Herrscher Karthagos ist teilweise nur wenig bekannt. Sie sind nicht mit bekannten Karthagern gleichen Namens späterer Zeit zu verwechseln. Die Regierungsformen waren uneinheitlich.
Seit dem Tod Himilkos 396 v. Chr. gewann Karthagos Aristokratie mit dem formal wenigstens seit 550 v. Chr. bestehenden Ältestenrat (Richter der 104) mehr Macht, nachdem die Herrscher vorher praktisch allein regiert hatten. Der Ältestenrat wandelte Karthago 375 v. Chr. in eine oligarchische Republik um. Es gab Sufeten, aber es besteht die Frage, ob es sich jedes Mal um einen oder mehrere Sufeten handelte, die auch unterschiedlich mit Rechten ausgestattet sein konnten. Infolge kriegerischer Auseinandersetzungen erschien es jedoch günstig, auch eine politische Führungspersönlichkeit, wenn auch mit eingeschränkter Macht, wieder einzusetzen.
308 v. Chr. versuchte Bomilkar den Ältestenrat zu entmachten, worauf es zu einem Volksaufstand kam, in dessen Verlauf Bomilkar hingerichtet wurde. Der Titel „Melek“ (für Oberhaupt, König) wurde zwar beibehalten, die Personen dieses Titels hatten jedoch keine Regierungsgewalt mehr.
Die Adelsfamilie der Barkiden war in der Zeit nach 308 vor Christus aufgrund ihrer militärischen Führungsfunktionen politisch dominant, ohne jedoch direkt über Karthago zu herrschen.
| Herrschername                                  | Regierungszeit  | Anmerkungen                                           |
| ---------------------------------------------- | --------------- | ----------------------------------------------------- |
| Dido (Élyssa)                                  | 814–760 v. Chr. | Nach der Legende die Gründerin Karthagos              |
| Unbekannt                                      | 760–580 v. Chr. |                                                       |
| Hanno                                          | 580–556 v. Chr. |                                                       |
| Malchus                                        | 556–550 v. Chr. |                                                       |
| Mago I.                                        | 550–530 v. Chr. | Erster der Magoniden                                  |
| Hasdrubal                                      | 530–510 v. Chr. | Sohn Magos                                            |
| Hamilkar                                       | 510–480 v. Chr. | Einer der Magoniden, fällt in der Schlacht bei Himera |
| Hanno                                          | 480–440 v. Chr. | „Der Seefahrer“, Sohn Hamilkars                       |
| Hannibal I.                                    | 440–406 v. Chr. | Enkel Hamilkars                                       |
| Himilkon                                       | 406–396 v. Chr. | Sohn Hannos                                           |
| Mago II.                                       | 396–378 v. Chr. | Neffe Himilkos                                        |
|                                                | 378–340 v. Chr. | (Keine Herrscher)                                     |
| Hanno                                          | 340–337 v. Chr. | Erster der Hanniden                                   |
| Gisco                                          | 337–330 v. Chr. | Sohn Hannos                                           |
| Hamilkar                                       | 330 v. Chr.     | Neffe Giscos                                          |
| Hamilkar                                       | 330–309 v. Chr. | Sohn Giscos                                           |
| Bomilkar                                       | 309–308 v. Chr. | Neffe Hamilkars Neffe Giscos                          |
| Die Zeitangaben vor 500 v. Chr. sind ungefähr. |                 |                                                       |